# Christinenthal
Christinenthal est une commune allemande de l'arrondissement de Steinburg, Land de Schleswig-Holstein.

## Géographie
Christinenthal se situe sur la Bundesstraße 430 entre Schenefeld et Hohenwestedt.
La Bekau et la Lammsbek traversent son territoire. Le blason symbolise la présence d'un lac.

## Histoire
Jusqu'en 1745, la commune s'appelle Weddeldorp ou Wedeldorf. Elle change de nom en l'honneur de Christine Sophie de Brunswick-Wolfenbüttel-Bevern qui fait élever ici sa résidence d'été « Solitude ». Son mari est le margrave Frédéric Ernst de Brandebourg-Kulmbach, le beau-frère du roi, le nouveau gouverneur du Holstein, qui réside dans le château de Friedrichsruh à Drage. La demeure est aujourd'hui disparue, il ne reste plus que le nom du domaine. Il reste un peu du jardin avec des allées, des parterres de fleurs et un labyrinthe.

## Source, notes et références
- (de) Cet article est partiellement ou en totalité issu de l’article de Wikipédia en allemand intitulé « Christinenthal » (voir la liste des auteurs).